# 松浦党
松浦党（まつらとう）は、平安時代から戦国時代に肥前松浦地方で組織された松浦氏の武士団の連合。一族は48つに分かれており（52つに分かれていたと云う説も存在）、松浦四十八党とも呼ばれた。水軍として有名。

## 起源
江戸時代、平戸松浦氏によって編纂された『松浦家世伝』によると、嵯峨源氏の流れをくむ松浦氏を惣領とし、渡辺綱にはじまる渡辺氏を棟梁とする摂津の水軍として瀬戸内を統括した渡辺党の分派とされる。祖の松浦久（渡辺久、源久）は、渡辺綱（源綱）の子の奈古屋授（渡辺授、源授）の孫とされ、延久元年(1069年)松浦郡宇野御厨の荘官（検校）となり、松浦郡に所領を持ち松浦の苗字を名乗る。
ところが、松浦久が肥前に下向されたとされる延久元年より前に、嵯峨源氏の系統と思われる一字の諱を名乗る者が、この地方に関係ある者として存在していたことを示す史料が存在している。嵯峨天皇の皇子源定の孫に、肥前守源浮がおり、藤原実資の日記『小右記』の長和5年(1016年)の条の記述からは、源聞という人物が肥前守に任じられ、実資の所に御礼言上のため訪れていたことがわかる。彼らは遥任国司であったと思われるが、この地にその子孫が定着したことは考えられる。また寛仁元年(1019年)の刀伊の入寇の防戦に当たった指揮者に、前肥前介源知（さきの ひぜんのすけ みなもとのしるす）という人物が存在し、多くの刀伊の賊徒を射殺し、一人を生け捕りにした事も『小右記』に書かれている。このように延久元年以前においても、松浦一族の先祖と思われる者が、国司や在庁官人として活動していたとされる。
一族は、それぞれの拠点地の地名を苗字とし、一族の結合体を松浦党という。党的結合体であるから中心となる氏の強い統制によるものではなく、同盟的なものであったといえる。その中から指導力と勢力のある氏が、松浦党の惣領となった。
これら松浦一族は、その居住した地域が多島海沿岸であったことと、朝鮮半島、中国大陸に海を隔てて近接していたことから、船を利用して日宋貿易に従事する機会も多かったと思われる。また、船に頼る生活から、水軍として、さらには海賊常習者（中国大陸・朝鮮半島から食料や文化財等を掠奪）のイメージが中央貴族をはじめ一般にも定着し、松浦党の蔑称が与えられることになった。藤原定家は『明月記』で「鎮西の凶党ら 松浦党と号す」と書き記している。自ら松浦党と称することはなかった

## 武士団に所属していた家の一覧
伊万里氏・河原氏・久木島氏・城氏・久保田氏・山代氏・楠久氏・八並氏・船原氏・有田氏・廣瀬氏・牟田部氏・吉野氏・松田氏・ 杉浦氏・鷹嶌氏・大曲氏・福島氏・斑嶋氏・千秋氏・赤木野氏・松浦氏・吉田氏・小倉氏・庄山氏・早田氏・志佐氏・御厨氏・中尾氏・松倉氏・河原田氏・宮田氏・弓張氏・樋口氏・船木氏・坂本氏・畑嶋氏・小窪氏・ 松野氏・佐井氏・中村氏・田平氏・峯氏・武尾氏・田代氏・江迎氏・松尾氏・小佐々氏・豐田氏・武末氏・相神浦氏・相浦氏・早岐氏・赤羽氏・針尾氏・佐々氏・八木氏・紐差氏・ 志々岐氏・中津良氏・小佐々氏・津吉氏・公文氏・鮎川氏・一部氏・大島氏・宇久氏・馬場氏・玉浦氏・小値賀氏・青方氏・白魚氏・有河氏・曽禰氏・奈摩氏

## 松浦氏と安倍氏
松浦党には、嵯峨源氏渡辺氏流とされる松浦氏系のものが大半だが、一部に奥州安倍氏の生き残りで、源義家に敗れ宗像の筑前大島に流された安倍宗任の子孫の安倍宗任系のものがある。松浦党の系図は30種ほどもあり、その系譜については異同が多く不明な点も少なくないが、旧北松浦郡地域の方言では語尾に「きゃ」が付くなど津軽弁の影響と考えられる。

## 東国御家人との確執
本流とされる摂津の渡辺氏は摂津源氏の源頼政一族の配下にあったが、肥前の松浦党は平家の家人であり、源平合戦においては当初、平家方の水軍であった。しかし、壇ノ浦の戦いでは源家方につき、源家方の勝利に大きく貢献したことから、その功により、鎌倉幕府の西国御家人となり、また九州北部の地頭職に任じられる。しかしながら同じ環境にあった秋月氏や蒲池氏、菊池氏などと同じく、元平家家人の九州御家人を信頼していない源頼朝が送り込んだ少弐氏・島津氏・大友氏などの「下り衆」の下に置かれる。
特に13世紀の元寇の時には佐志氏や山代氏をはじめ活躍したことで知られ、肥前国松浦郡で蒙古軍と戦った佐志房と三人の息子の直・留・勇は揃って戦死し、松浦党数百人が討たれ、あるいは生け捕りにされ、松浦は壱岐や対馬同様に蒙古軍に蹂躙されたという。

## 南北朝時代の松浦党

### 優勢な側に味方
後醍醐天皇を中心とする倒幕勢力が各地で蜂起し、九州でも博多の鎮西探題北条英時が、守護であった大友氏・島津氏・少弐氏などの軍勢に攻められて滅亡した。中央での倒幕勢力が大きくなると、松浦党諸家は、それぞれの家長の判断によって、ある者は後醍醐天皇の軍勢催促の綸旨に応じ、ある者は北条英時の元に馳せ参じた。
建武3年（1336年）3月、京都での権力争いに敗れた足利尊氏は再起を期して九州に逃れてきたが、この時松浦党の一部の家々は、これを迎え撃った菊池武敏側の軍にあった。しかし、多々良浜の戦いで尊氏の勝利が動かない状勢になると、松浦党はたちまち尊氏側に寝返った。そして、松浦党は足利氏と同じ源氏の末裔と称して、それを積極的に主張するようになった。それに伴って、松浦一族でない松浦地方の他氏族も婚姻関係を頼って松浦一族を主張するようになった。

### 松浦一揆
多々良浜の戦いに勝利した足利尊氏は、九州経営のため、一色範氏を九州探題として留置した。一方南朝方も、九州における菊池氏を中心とする南朝勢力結集のため、興国3年(1342年)、後醍醐天皇の皇子懐良親王が征西将軍宮として薩摩国に上陸した。さらに観応の擾乱による足利氏内部の対立抗争により、尊氏の庶子足利直冬が下向したため、九州は三つの勢力に分かれて争われることになった。それぞれの勢力は、在地勢力を味方につけることによって、優位を占めようとし、諸勢力の軍事催促を受けた松浦党は、それぞれが独立する家長の利害得失の状況判断によって、行動の態度が決定された。
松浦党をひとつの固定した勢力として味方につけようとする試みが各勢力によってなされたが、特に熱心だったのは、応安4年(1371年)、九州探題に任命されて下向してきた今川了俊であった。彼は松浦党に対して地縁的関係による一揆契約を結ばせる政策を推進した。松浦党の一揆契諾状は応安6年(1373年)から明徳3年(1392年)までの約20年間に4回結ばれている。

## 戦国大名から平戸藩主へ
松浦党は、居住する地域によって上松浦党と下松浦党とに大別された。上松浦党は、松浦久以来の松浦地方の岸岳城を中心に大きな勢力を誇ったが、その最大勢力である波多氏は、戦国時代をへて滅亡した。下松浦党の傍系である平戸松浦氏は、戦国大名として成長し、関ヶ原の戦い以降、旧領を安堵されて平戸藩6万3千石の外様大名として存続した。

## 対外関係

### 朝鮮との関係
鎌倉時代の初期、嘉禄元年(1225年)頃より松浦党は高麗に押しかけ、倭寇の源をなした。藤原定家の日記『明月記』は、嘉禄2年(1226年)に対馬が高麗と抗争したことや、松浦党が兵船数十艘で高麗を侵したことを伝えている。さらに『吾妻鏡』貞永元年(1232年)閏9月17日の条によれば、肥前国松浦郡の鏡社(現佐賀県唐津市鏡)の住人が、高麗に渡り夜討ちをして多くの珍宝を盗み取り帰国していたことが記されている。海賊の活動に苦しんだ高麗は、しばしば鎌倉幕府に使節を送り、取り締まりの強化を申し入れた。これを受け、幕府は肥前国守護武藤資頼に命じ、海賊行為の張本人と思われる対馬島人90人を捕らえ、高麗国使の面前で斬首したことがあった。この中には松浦党も多数含まれていたと思われる。元寇の以後は更に甚だしくなった。したがって朝鮮国王は使をよこして禁寇の交渉を行い、室町時代には嘉吉元年(1441年)から文明3年(1471年) の間、松浦党と歳遣船の約を結んだ。

### 中国との関係
寛仁3年(1019年)の刀伊の入寇の時、肥前介源知はこれを撃退したが、第8代松浦久以後の松浦党は海上に活躍する者が多く、元寇でも大いに特技を海上に発揮した。元寇に勝利を得てから商人や大いに気を強くする者も出て、中国沿岸との貿易に従事し、あるいは辺海を掠めて海賊化して倭寇の勢力を増すようになったが、松浦地方はその根拠地となった。
天文11年(1542年)、明人王直は、領主松浦隆信の優遇を受け平戸を根拠地として密貿易を開始した。中国沿岸は勿論、ルソン、安南、シャム、マラッカ等に航路を求め、大陸物資の導入に努め、平戸は殷盛を極めるようになった。その後は李旦、鄭芝竜が来るなど中国と松浦党の関係は密であった。